# バスケットボールモンゴル国代表
バスケットボールモンゴル代表(Mongol national basketball team)は、モンゴルバスケットボール協会によって国際大会に派遣されるバスケットボールのナショナルチームである。

## 歴史
モンゴルはバスケットボール人気の高い国のひとつではあるが、FIBAへの加盟は2000年と遅く、国際大会での経験が乏しい。
2001年東アジア競技大会では6位ながらツェレンジャンカラ・シャラブジャムツが得点王となっている。
2014年仁川アジア大会では1次リーグからの出場ながら、2次リーグでシード国のヨルダンを破ってベスト8に残った。

## 主な国際大会成績
- 夏季オリンピック
  - 出場なし
- 世界選手権
  - 出場なし
- アジア選手権
  - 出場なし
- アジア大会
  - 2002年 - 12位
  - 2006年 - 13-16位
  - 2010年 - 9位
  - 2014年 - 8位
  - 2018年 - T-9位